# Bhima Ratha

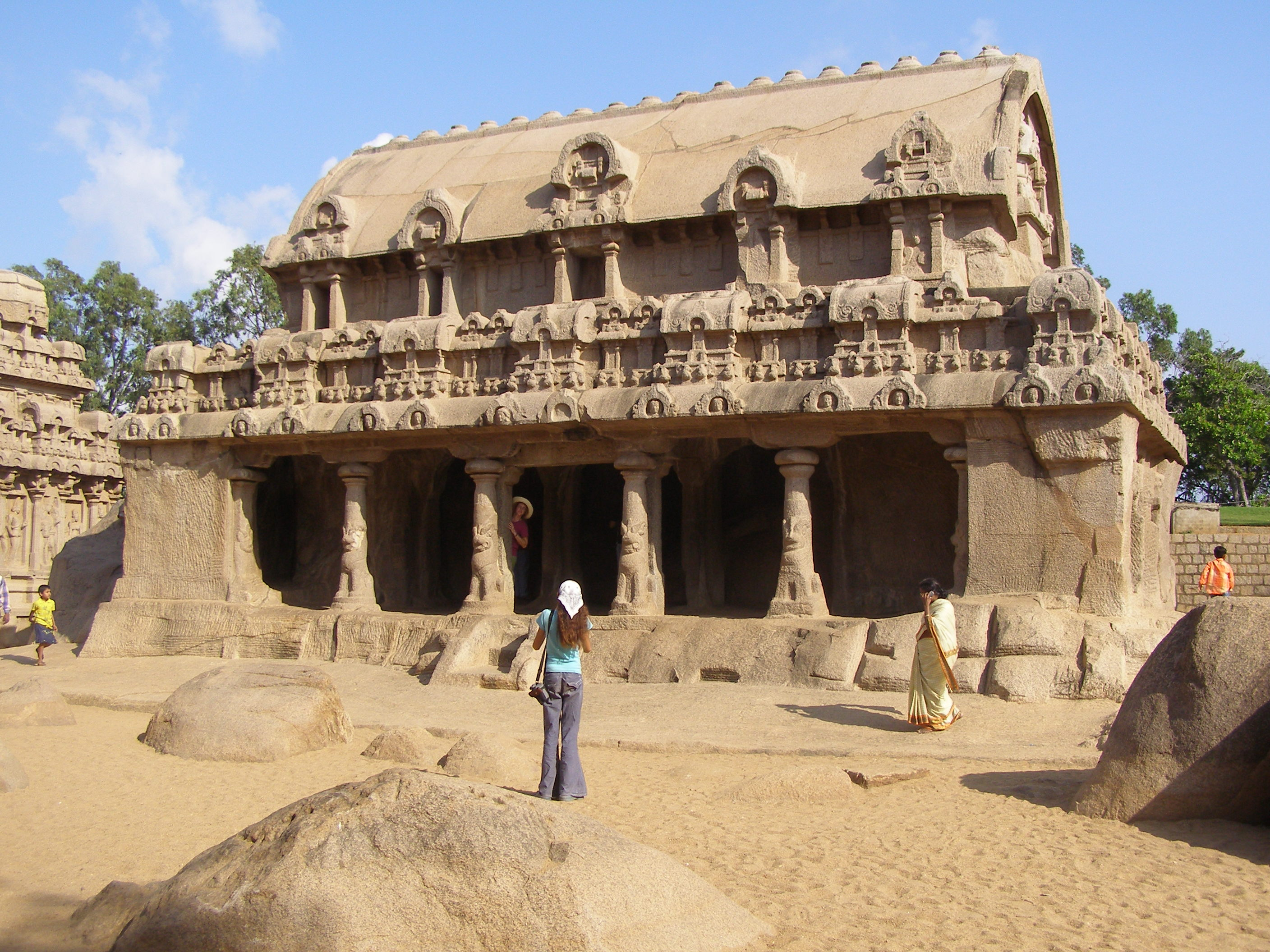
El templo Bhima Ratha dedicado a Shiva en Mahabalipuram.

El Bhima Ratha, o "carro de Bhima", es uno de los Pancha Rathas, un complejo monumental situado en Mahabalipuram, India. Es un ejemplo de arquitectura monolítica tallada en la roca. Data de finales del siglo VII. durante el reinado del rey  Mahendravarman I y su hijo Narasimhavarman I (630–680; también llamado Mamalla  o "gran guerrero") de la dinastía Pallava. El conjunto monumental fue declarado Patrimonio de la Humanidad por la UNESCO en 1984.
Está tallado a partir de una única roca de granito.
Aunque a veces se lo considera erróneamente un templo, el edificio no se consagró porque no llegó a completarse tras la muerte de  Narasimhavarman I. La estructura recibe su nombre de Bhima, el segundo de los hermanos Pandava, del poema épico Mahabharata. Está dedicado al dios Vishnu.